# Maiden Japan
Maiden Japan el primer álbum en directo que inicialmente fue lanzado en formato EP por la banda Iron Maiden. 
El título es un juego de palabras de Made in Japan es un EP y álbum en directo de la banda Iron Maiden.
Hay al menos dos versiones diferentes de este EP; todas fueron grabadas en el Kosei Nenkin Hall en Nagoya el 23 de mayo de 1981. Es la última grabación de la banda junto al vocalista Paul Di'Anno, y presenta cinco temas. El disco japonés original presenta sólo cuatro y la velocidad de grabación es de 45RPM
También existe una grabación no oficial, sobre la cual algunas personas piensan que es una versión "promocional" japonesa del lanzamiento de Maiden Japan, que contiene las 17 canciones presentadas en la Plaza Nakano Sun y tiene una duración de 76:37. La banda no tenía la intención de lanzar este álbum, pero los japoneses querían un álbum en directo. Esta grabación no oficial es una transmisión en directo de una radio FM que luego fue lanzada en LP bootleg. Además del LP, existe una versión en CD que contiene las 17 canciones transmitidas en la radio y se comercializó a una escasa cantidad de 500 unidades a nivel mundial, siendo éstas de las más buscadas por los fanes de la "Doncella de Hierro". 
Digno de atención es que la edición Japonesa del club de fans cuenta con una cubierta propia, diferente, en la que muestra el icono de Eddie the Head sosteniendo la cabeza decapitada del cantante Paul Di'Anno. Esta edición se ha vuelto una de las más buscadas para los fanes de la "Doncella de Hierro".
Después de sacar al mercado el álbum Seventh Son of a Seventh Son, Iron Maiden edita The First Ten Years una caja recopilatoria para conmemorar sus diez años con todos los EP que tenían hasta entonces y el EP Maiden Japan aparece en un disco junto con el sencillo «Purgatory». En el último corte, Nicko McBrain cuenta la historia de Iron Maiden, en el momento que sacan el disco LP y los EP, además de comentar cada corte.

## Lista de canciones
1. "Running Free"
2. "Remember Tomorrow"
3. "Wrathchild
4. "Killers"
5. "Innocent Exile"

## Lista "promocional" japonesa
| N.º | Título | Escritor(es) | Duración |  |

## Bonus del BoxsetFirst Ten Years
1. Purgatory
2. Genghis Khan
3. Running Free
4. Remember Tomorrow
5. Killers
6. Innocent Exile
7. Listen With Nicko! Part III

## Integrantes
- Steve Harris - bajista
- Paul Di'Anno - vocalista
- Dave Murray - guitarrista
- Adrian Smith - guitarrista
- Clive Burr - baterista